# Margaux Hemingway
Margaux Louise Hemingway (ur. 16 lutego 1954 w Portlandzie, w stanie Oregon, zm. 1 lipca 1996 w Santa Monica, w stanie Kalifornia) – amerykańska aktorka filmowa i modelka.

## Życiorys

### Wczesne lata
Była starszą córką Jacka Hemingwaya (ur. 10 października 1923, zm. 1 grudnia 2000), najstarszego syna wybitnego pisarza amerykańskiego Ernesta Hemingwaya, i Byry Louise „Puck” Whittlesey (ur. 5 stycznia 1922, zm. 24 czerwca 1988 na raka). Jej rodzina miała korzenie angielskie i niemieckie. 
Jej dwie siostry to – starsza Joan Hemingway „Muffet” (ur. 1950) i młodsza Hadley Mariel (ur. 22 listopada 1961). Pierwotna pisownia jej imienia Margot została zmieniona na Margaux, by odpowiadała nazwie wina Château Margaux, które jej rodzice pili w nocy jej poczęcia. Margaux dorastała na farmie dziadka w Ketchum, w stanie Idaho. Jako nastolatka nie była rozumiana przez pijących do późna rodziców. Cierpiała na dysleksję, co miało wpływ na to, że nie przeczytała większej ilości książek swojego sławnego dziadka Ernesta. Walczyła także z alkoholizmem, bulimią i epilepsją. W późniejszych latach używała również pierwotnego imienia Margot. 
W 2013 jej młodsza siostra Mariel ujawniła, że zarówno Margaux jak i ich starsza siostra Muffet były wykorzystywane seksualnie przez ojca.

### Kariera
W 1975 roku rozpoczęła karierę modelki dla agencji Fabergé, jej twarz zdobiła okładki magazynu „Cosmopolitan”, „Elle”, „Harper’s Bazaar”, „Vogue”, „Film”, „Playboy” i „Time”. Jednak jej reputacja została naruszona po częstych libacjach alkoholowych w nowojorskim Studio 54.
Zadebiutowała na kinowym ekranie w dramacie sądowym Dziewczyna z reklamy (Lipstick, 1976) z Chrisem Sarandonem i Perrym Kingiem. Potem pojawiła się na ekranie w filmie kryminalnym Zabójcza ryba (Killer Fish, 1979) oraz komedii Na Brooklińskim moście (Over the Brooklyn Bridge, 1984) z Elliottem Gouldem. 
Po dwóch nieudanych małżeństwach, z Errollem Wetansonem (1975-1978) i Bernardem Foucherem (1979-1987), w roku 1987 trafiła na rehabilitację do kliniki Betty Ford Center w Rancho Mirage, w stanie Kalifornia. Dwa lata później ogłosiła bankructwo – miała 815 tysięcy dolarów debetu. W 1994 roku leczyła depresję w klinice psychiatrycznej w stanie Idaho.
2 lipca 1996 dzień przed 35. rocznicą śmierci jej dziadka, znaleziono ją martwą w mieszkaniu w Santa Monica, w stanie Kalifornia. Popełniła samobójstwo w wieku 42 lat poprzez zażycie fenobarbitalu. Urna z jej prochami spoczęła na cmentarzu w Ketchum, w stanie Idaho.

## Filmografia

### Filmy fabularne
- 1976: Dziewczyna z reklamy (Lipstick) jako Chris McCormick
- 1979: Zabójcza ryba (Killer Fish) jako Gabrielle
- 1982: Oni zadzwonią do mnie, Bruce? (They Call Me Bruce?) jako Karmen
- 1984: Płomień zemsty (Goma-2) jako Kontakt w Avignonie
- 1984: Na Brooklińskim Moście (Over the Brooklyn Bridge) jako Elizabeth
- 1990: Mnóstwo w C mniejszym (La Messe en si mineur) jako Sophie
- 1991: Wewnętrzne sanktuarium (Inner Sanctum) jako Anna Rawlins
- 1991: Tajemnica kobiety (La Donna di una sera) jako Ellen Foster
- 1993: Spisek (The Cover-up) jako Jean, żona Searage'a
- 1993: Śmiertelni wrogowie (Deadly Rivals) jako agentka Linda Howerton
- 1993: Dziki anioł (Love Is Like That) jako Jackie
- 1994: Mordercza obsesja (Double Obsession) jako Heather Dwyer
- 1994: Wewnętrzny sanktuarium II (Inner Sanctum II) jako Anna Rawlins
- 1995: Złośliwy pocałunek (Vicious Kiss) jako Lisa
- 1996: Spisek 2 (Frame-Up II: The Cover-Up) jako Jean Searage
- 1996: Niebezpieczny ciężar (Dangerous Cargo) jako Julie

### Filmy TV
- 1986: Śmiertelna machina (Portami la luna)
- 1994: Kobiety Hollywood (Hollywood Women)
- 1996: Miłosne zapiski (Backroads to Vegas)

### Filmy krótkometrażowe
- 1995: A comme acteur